# Beerawecka

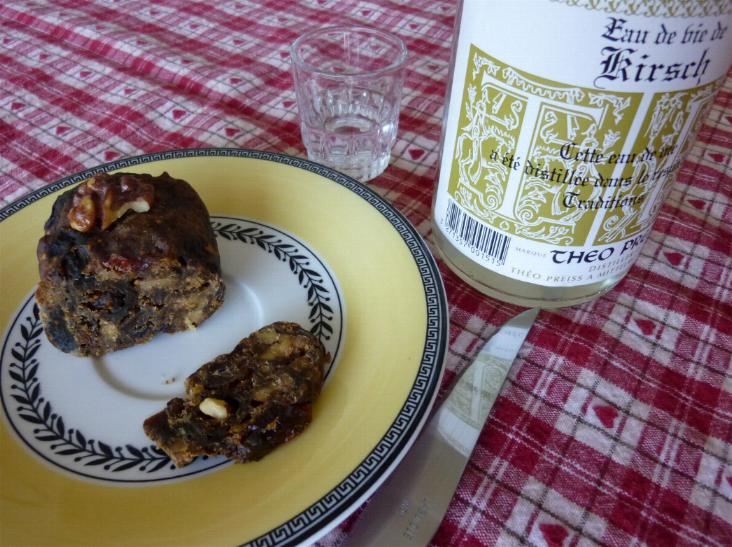
Beerawecka, pastís alsacià de Nadal.

El Beerawecka (o Berewecke en alemany) és una darreria tradicional que s'elabora a Alsàcia per a les festes de la fi de l'any. Es tracta d'un pastís no llevat amb un fort gust de canyella, farcit de fruits secs (nous, avellanes, figues, panses...) i fruita confitada (peres, taronges, llimones...) macerades en schnaps (aiguardent), prunes mirabel o cireres, mantinguts junts per una capa molt fina de pasta fortament especiada. Es talla i es serveix en rodelles molt fines.
Aquesta especialitat de Nadal és particular d’Alsàcia, del país welche amb el nom de "Hogey", o encara de la vall de Munster amb el nom de Schnìtzwecka (però enrotllat a la pasta); del sud d’Alemanya (Baix Rin amb el nom de "Hutzelbrot", d'Àustria, de Suïssa, del Tirol del Sud i del Trentí a Itàlia.
Es pensa que el nom ve de Beera i Wecka (que signifiquen 'pera' i 'pastís' o 'panet' en alsacià) però l'origen es perd probablement en l'antiga comunitat jueva d'Alsàcia (Pera significa Pasqua en Jiddisch), antigament fortament implantada a Alsàcia i que ha deixat algunes empremtes en el dialecte i la cultura alsacians.